# Římskokatolická farnost Vodňany
Římskokatolická farnost Vodňany je územním společenstvím římských katolíků v rámci strakonického vikariátu Českobudějovické diecéze.

## O farnosti

### Historie
Vodňany vznikly v polovině 13. století, a již v roce 1260 se zde uvádí existence plebánie. Roku 1658 byla místní farnost povýšena na děkanství. Na konci 19. století byl děkanský kostel Narození Panny Marie regotizován. V letech 1938–1952 existovalo Vodňanské arcikněžství. Vodňanský vikariát existoval v letech 1790–1961.

### Současnost
Ve farnosti je ustanoven sídelní administrátor, který spravuje zároveň ex currendo farnosti Chelčice, Lomec a Skočice.
| Kostel                      | Místo                   | Bohoslužba                | Bohoslužba             | Poznámka          |
| --------------------------- | ----------------------- | ------------------------- | ---------------------- | ----------------- |
| Kaple sv. Jana Nepomuckého  | Čavyně                  | neslouží se pravidelně    | neslouží se pravidelně | obecní kaple      |
| Kaple                       | Číčenice                | neslouží se pravidelně    | neslouží se pravidelně | obecní kaple      |
| Kaple Panny Marie           | Vodňanské Svobodné Hory | neslouží se pravidelně    | neslouží se pravidelně | obecní kaple      |
| Kostel Narození Panny Marie | Vodňany                 | neděle úterý středa pátek | 9.30 8.00 17.15        | farní kostel      |
| Kaple sv. Vojtěcha          | Vodňany                 | neslouží se pravidelně    | neslouží se pravidelně | kaple             |
| Kostel sv. Jana Křtitele    | Vodňany                 | neslouží se pravidelně    | neslouží se pravidelně | filiální kostel   |
| Oratorium                   | Vodňany                 | čtvrtek                   | 10.00                  | v domově důchodců |